# Cornelia Mahler
Cornelia Brigitte Mahler (* 29. Oktober 1963 in Upper Ferntree Gully / Australien) ist eine deutsche Pflegefachfrau, Erziehungswissenschaftlerin und Professorin für Pflegewissenschaft an der Eberhard Karls Universität Tübingen. 

## Leben
Cornelia Mahler (geborene Klink) besuchte zwischen 1969 und 1975 die Bayswater South Primary School sowie 1976 die Donvale High school in Australien. Zwischen 1977 und 1983 folgte der Besuch des Gymnasiums in Pullach mit dem Abschluss der Allgemeinen Hochschulreife. Mahler absolvierte danach bis 1987 eine Ausbildung zur Krankenschwester (damalige Berufsbezeichnung) an der Schwesternschule der Universität Heidelberg und war als solche am Universitätsklinikum Heidelberg in unterschiedlichen Bereichen tätig. Zwischen 1992 und 1999 studierte Mahler an der Ruprecht-Karls-Universität Heidelberg (Ruperto Carola) die Fächer Erziehungswissenschaft, Psychologie sowie Kinder- und Jugendpsychiatrie. Sie beendete dieses Studium mit einer Magisterarbeit zum Fort- und Weiterbildungsverhalten des Pflegepersonals. Zwischen 2001 und 2005 hielt sie eine Stabsstelle der Pflegedirektion des Universitätsklinikums Heidelberg inne und wurde 2005 wissenschaftliche Mitarbeiterin am Institut für Allgemeinmedizin und Versorgungsforschung der Medizinischen Fakultät der Ruperto Carola bei Joachim Szecsenyi. 2008 erwarb sie das Zertifikat für Hochschuldidaktik des Landes Baden-Württemberg und promovierte 2009 zum Doktor sc. hum. mit einer Arbeit zum Arzneimittelgespräch in der Hausarztpraxis (Doktorvater: Joachim Szecsenyi). Zwischen 2011 und 2018 war Mahler Studiengangskoordinatorin im Bachelorstudiengang Interprofessionelle Gesundheitsversorgung an besagtem Institut. 2018 erhielt sie schließlich einen Ruf an die Medizinische Fakultät der Eberhard Karls Universität Tübingen auf eine Professur für Pflegewissenschaft. Sie ist daselbst inzwischen zudem Direktorin der Abteilung Pflegewissenschaft und Studiendekanin des primärqualifizierenden Studiengangs Pflege B.Sc. in Kooperation mit der Hochschule Esslingen.
Zu den Forschungsschwerpunkten von Cornelia Mahler gehören naturheilkundliche Maßnahmen in der Pflege, die interprofessionelle Zusammenarbeit der Gesundheitsberufe, die Arzneimitteltherapiesicherheit sowie das Pflegeassessment.
Cornelia Mahler ist Mitglied des Deutschen Berufsverbands für Pflegeberufe, der Gesellschaft für Medizinische Ausbildung sowie der Deutschen Gesellschaft für Pflegewissenschaft. Hier ist sie Sprecherin der Arbeitsgruppe zwei Integrative Pflege in der Onkologie der Sektion Onkologische Pflegeforschung.

## Veröffentlichungen (Auswahl)
- Cornelia Mahler, Alexandra Schmidt & Doris Verveur (2003): Einsatz der Hydrokolloidplatte bei Wundsein im Genitalbereich bei Frühgeborenen. UB Heidelberg Abstract
- Cornelia Mahler (2008): Das Fort- und Weiterbildungsverhalten des Pflegepersonals. Magisterarbeit Erziehungswissenschaftliches Seminar, Universität Heidelberg
- Cornelia Mahler (2009): Das Arzneimittelgespräch in der Hausarztpraxis. Entwicklung eines Messinstruments und Bewertung aus Sicht der Patienten. Promotion Medizinische Fakultät Universität Heidelberg Abstract
- Cornelia Mahler & Bernd Reuschenbach (2020): Pflegebezogene Assessmentinstrumente: Internationales Handbuch für Pflegeforschung und -praxis. 2. Auflage. Hogrefe: Bern Inhaltsverzeichnis
- Cornelia Mahler (2021): Bachelor ist nicht gleich Bachelor. Qualifikationswege in der Pflege. CNE Pflegemanagement. Thieme: Stuttgart

## (Video-)Podcasts
- Podcast Übergabe 136: Cornelia Mahler & Hanna Siedlung & Ulrich Jaehde: YouTube (1.25 Std.) Arzneimitteltherapiesicherheit. Medikation sicher gestalten.
- Cornelia Mahler im Gespräch mit Bernhard Hirt, Med.Fak. Uni Tübingen: YouTube (35 Min.) Pflegewissenschaften im Portrait